# Corrupção em Angola
A Corrupção em Angola é um fenómeno pervasivo que impede e perturba o crescimento económico e programas de liberalização patrocinados pelo governo no país.

## Anos 1970 e 1980
A imprensa soviética, apesar da estreita relação entre Angola e a União Soviética, acusou o MPLA de corrupção, clientelismo e nepotismo, acusando o governo de acumular ilicitamente de 1 bilhão de Dólares. A revista russo Ogonyok escreve que "a corrupção tem florescido em uma escala que é sem precedentes, mesmo em África ... o partido no poder em Angola ... ser pró-comunista, por natureza, estava pronto a sacrificar tudo e todos."

## Anos 1990
Em Abril de 1999 Gustavo Costa, jornalista do Expresso, escreveu um artigo intitulado A corrupção faz vítimas, acusando José Leitão, o principal conselheiro presidencial, de desviar receitas do governo. A Polícia Nacional angolana prendeu Costa e acusou-o de difamação e injúria. O Tribunal Supremo angolano considerou-o culpado, condenando-o a oito meses de prisão, suspensa por dois anos, e multou em US $ 2.000. Rafael Marques de Morais, jornalista e activista dos direitos humanos, escreveu O Batom da Ditadura, um artigo criticando corrupção no governo angolano e presidente José Eduardo dos Santos, em 3 de julho.
A Direcção Nacional de Investigação Criminal (DNIC) questionou-o em 13 de outubro por várias horas antes de liberá-lo. Mais tarde naquele dia Morais deu uma entrevista à Rádio Ecclesia e repetiu a sua crítica ao governo dos Santos. Vinte membros armados da Polícia Nacional prenderam-no então juntamente com Aguiar dos Santos, editor do jornal Ágora, e José Antonio Freitas, repórter do Agora, sob a acusação de difamação, em 16 de outubro de 1999. Marques disse que dos Santos era responsável pela "destruição do país ... para a promoção de peculato, incompetência e corrupção como valores políticos e sociais."
Em maio de 1999, o Banco Mundial ameaçou cortar a ajuda a Angola se o governo não tomasse medidas sérias para combater a corrupção, começando por uma auditoria das indústrias de petróleo e diamantes, fontes principais de renda de Angola.

## Anos 2000
Sob o governo de José Eduardo dos Santos, mantiveram-se elevados níveis de corrupção, com os meios de comunicação social e as instituições financeiras controlados por elementos próximos do presidente. Hoje em dia Angola encontra-se na lista dos países mais corruptos do mundo e com o menor índice de desenvolvimento humano, isto num país com um dos maiores crescimentos económicos do mundo.
Devido aos efeitos da crise financeira internacional e à baixa temporária do preço do petróleo, Angola viu-se forçada, em 2008, a pedir a ajuda do FMI e de submeter-se às exigências impostas por esta instituição. Estas incluem medidas severas contra a corrupção e a falta de transparência orçamental. Estas exigências foram em parte cumpridas, p.ex. com respeito às relações entre o Estado e a Sonangol. No entanto, a situação global em relação à corrupção não melhorou, como demonstra a posição de Angola nos índices anuais da Transparency International: enquanto Angola figurava, em 2006, na posição 147 (sendo 1 a melhor), o que já é extremamente problemático, o país desceu desde então passo a passo, chegando em 2010 à posição 168 em 178 países, fazendo portanto parte dos dez países mais corruptos do mundo.

## Maior fraude financeira em Angola
O Banco Nacional de Angola foi vitima de um fraude de 160 milhões de Dólares, quando foi descoberto que a conta do tesouro angolano no Banco Espírito Santo de Londres, que saíram várias transferências de dinheiro para contas bancarias controladas pelos suspeitos. Quando a conta do BNA atingiu valores mínimos, foi o própria BES de Londres que alertou as autoridades de Angola para as saídas sucessivas de dinheiro.
O processo de investigação ao desvio de fundos do Banco Nacional de Angola (BNA) decorre há mais de um ano em Portugal e em Angola. No âmbito da investigação deste processo já foram detidos 25 pessoas em Angola, sendo alguns funcionários do Ministério das Finanças e do BNA. Entre tempo já foram recuperado avultas quantias em dinheiro.
Segundo a Human Rights Watch e o governo Angolano, grandes desvios de dinheiro para fora de Angola foi efectuado por ex-Governador do BNA.  Aguinaldo Jaime, tentou efectuar uma série de transações suspeitas de 50 milhões de dólares com vários bancos estrangeiros, nomeadamente bancos europeus e americanos. Foram os próprios bancos em questão que recusaram o dinheiro e pararam a operação.